# Rubiá
Rubiá település Spanyolországban, Ourense tartományban. Rubiá Carucedo, Puente de Domingo Flórez, Carballeda de Valdeorras, O Barco de Valdeorras, Oencia és Sobrado községekkel határos. Lakosainak száma 1390 fő (2024).

## Népesség
A település népessége az elmúlt években az alábbi módon változott:
| Lakosok száma | 1796 | 1685 | 1617 | 1585 | 1557 | 1494 | 1462 | 1393 | 1376 | 1390 |
|               | 2001 | 2004 | 2007 | 2009 | 2012 | 2014 | 2017 | 2019 | 2022 | 2024 |